# Дефенсорес дель Чако
«Естадіо де лос Дефенсорес дель Чако» (ісп. Estadio de los Defensores del Chaco) — багатофункціональний стадіон в Асунсьйоні, Парагвай, головна спортивна арена Парагваю.
Стадіон побудований та відкритий 1917 року як «Естадіо де Пуерто Сахонія». Назва походила від району Асунсьйона Сахонія. Під час Чакської війни (1932—1935) арена використовувалася як склад боєприпасів та місце дислокації військ. Після війни стадіон було перейменовано на «Естадіо Дефенсорес дель Чако» на згадку про його участь у війні. Спочатку стадіон мав місткість 50 000 місць, однак у результаті реконструкцій 1939, 1996, 2000, 2007 та 2015 років стадіон нині може вмістити 42 354 глядачі.
Стадіон є домашньою ареною для збірної Парагваю з футболу та місцевих футбольних клубів «Олімпія», «Лібертад», «Серро Портеньйо», «Гуарані» та «Насьйональ».
Арена приймала матчі в рамках Кубка Америки з футболу 1999 року, Кубка Лібертадорес, фінал Міжконтинентального кубка з футболу 1979 року.